# Bill Calhoun
William C. "Bill" Calhoun (nacido el 4 de noviembre de 1927 en San Francisco, California) es un exjugador de baloncesto estadounidense que disputó siete temporadas entre la BAA y la NBA. Con 1,91 metros de estatura, jugaba en la posición de escolta.

## Trayectoria deportiva

### Universidad
Jugó durante su carrera universitaria con los Rams del City College of San Francisco, siendo el único jugador de dicha universidad en acceder a la NBA.

### Profesional
Tras pasar por los Oakland Bittners de la AAU, comenzó su andadura profesional con los Rochester Royals, donde jugó tres temporadas como suplente, proclamándose en la última de ellas campeón de la NBA, tras derrotar en las Finales a los New York Knicks en el séptimo y definitivo encuentro. Esa temporada Calhoun promedió 7,7 puntos y 3,0 rebotes por partido.
En 1951 ficha por los Baltimore Bullets, donde juega una temporada en la que promedia 7,0 puntos y 4,6 rebotes por partido. Al año siguiente fue traspasado a Syracuse Nationals a cambio de George Ratkovicz, quienes a su vez lo enviaron a Milwaukee Hawks. Allí jugó tres temporadas, siendo la más destacada la primera de ellas, en la que promedió 9,5 puntos, 4,5 rebotes y 2,5 asistencias por partido.

#### Estadísticas en la BAA y la NBA

##### Temporada regular
| Temporada | Edad | Equipo            | Liga  | P   | TIT | MIN  | TC  | TCA | %TC  | 3P | 3PA | %3P | TL  | TLA | %TL  | R.OF. | R.DEF. | REB | ASIS | ROB | TAP | PER | FP  | PTS |
| 1948-49   | 21   | Rochester Royals  | BAA   | 56  |     |      | 2.6 | 7.3 | .358 |    |     |     | 1.3 | 2.3 | .573 |       |        |     | 2.2  |     |     |     | 1.7 | 6.6 |
| 1949-50   | 22   | Rochester Royals  | NBA   | 62  |     |      | 3.3 | 8.9 | .377 |    |     |     | 2.4 | 3.3 | .719 |       |        |     | 1.9  |     |     |     | 1.6 | 9.0 |
| 1950-51   | 23   | Rochester Royals  | NBA   | 66  |     |      | 2.7 | 7.7 | .346 |    |     |     | 2.4 | 3.5 | .706 |       |        | 3.0 | 1.5  |     |     |     | 1.3 | 7.7 |
| 1951-52   | 24   | Baltimore Bullets | NBA   | 55  |     | 29.0 | 2.3 | 7.4 | .315 |    |     |     | 2.3 | 3.3 | .683 |       |        | 4.6 | 2.1  |     |     |     | 1.5 | 7.0 |
| 1952-53   | 25   | Milwaukee Hawks   | NBA   | 62  |     | 34.6 | 2.9 | 8.6 | .337 |    |     |     | 3.4 | 4.7 | .723 |       |        | 4.5 | 2.5  |     |     |     | 2.2 | 9.2 |
| 1953-54   | 26   | Milwaukee Hawks   | NBA   | 72  |     | 32.9 | 2.6 | 7.6 | .349 |    |     |     | 3.0 | 4.1 | .733 |       |        | 3.8 | 2.6  |     |     |     | 2.1 | 8.3 |
| 1954-55   | 27   | Milwaukee Hawks   | NBA   | 69  |     | 30.6 | 2.1 | 7.0 | .300 |    |     |     | 2.4 | 3.4 | .703 |       |        | 4.2 | 3.4  |     |     |     | 2.6 | 6.6 |
| Total     |      |                   | TOTAL | 442 |     | 31.9 | 2.6 | 7.8 | .341 |    |     |     | 2.5 | 3.5 | .702 |       |        | 4.0 | 2.3  |     |     |     | 1.9 | 7.8 |
|           |      |                   | NBA   | 386 |     | 31.9 | 2.7 | 7.8 | .339 |    |     |     | 2.7 | 3.7 | .713 |       |        | 4.0 | 2.4  |     |     |     | 1.9 | 8.0 |
|           |      |                   | BAA   | 56  |     |      | 2.6 | 7.3 | .358 |    |     |     | 1.3 | 2.3 | .573 |       |        |     | 2.2  |     |     |     | 1.7 | 6.6 |

##### Playoffs
| Temporada | Edad | Equipo           | Liga  | P  | MIN | TCA | TC | 3PA | 3P | TLA | TL | R.OF. | REB | ASIS | ROB | TAP | PER | FP | PTS | %TC  | %3P | %FT  | MIN | PTS | REB | AST |
| 1948-49   | 21   | Rochester Royals | BAA   | 4  |     | 13  | 30 |     |    | 13  | 18 |       |     | 14   |     |     |     | 6  | 39  | .433 |     | .722 |     | 9.8 |     | 3.5 |
| 1950-51   | 23   | Rochester Royals | NBA   | 14 |     | 20  | 48 |     |    | 21  | 28 |       | 41  | 20   |     |     |     | 19 | 61  | .417 |     | .750 |     | 4.4 | 2.9 | 1.4 |
| Total     |      |                  | TOTAL | 18 |     | 33  | 78 |     |    | 34  | 46 |       | 41  | 34   |     |     |     | 25 | 100 | .423 |     | .739 |     | 5.6 | 2.9 | 1.9 |
|           |      |                  | NBA   | 14 |     | 20  | 48 |     |    | 21  | 28 |       | 41  | 20   |     |     |     | 19 | 61  | .417 |     | .750 |     | 4.4 | 2.9 | 1.4 |
|           |      |                  | BAA   | 4  |     | 13  | 30 |     |    | 13  | 18 |       |     | 14   |     |     |     | 6  | 39  | .433 |     | .722 |     | 9.8 |     | 3.5 |